# Argos (Stany Zjednoczone)
Argos – miasto w Stanach Zjednoczonych, w stanie Indiana, w hrabstwie Marshall.